# John Leslie Mackie
John Leslie Mackie, född 25 augusti 1917 i Sydney, död 12 december 1981 i Oxford, australisk-brittisk filosof, verksam i bland annat Oxford. Mackie är framför allt känd för sina arbeten i metaetik och religionsfilosofi. Han argumenterade mot värderealismen och för ateismen.